# Bolma
Bolma là một chi ốc biển cỡ trung bình tới lớn có nắp vôi hóa, là động vật thân mềm chân bụng sống ở biển trong họ Turbinidae, họ ốc xà cừ.

## Các loài
Theo Cơ sở dữ liệu sinh vật biển (WoRMS), các loài sau được xếp vào chi Bolma:
- Bolma anacanthos Beu & Ponder, 1979
- Bolma andersoni (E.A. Smith, 1902)
- Bolma aureola (Hedley, 1907)
- Bolma austroconica Beu & Ponder, 1979
- Bolma bartschii Dall, 1913
- Bolma bathyraphis (E. A. Smith, 1899)
- Bolma boucheti Alf & Kreipl, 2011
- Bolma castelinae Alf, Maestrati & Bouchet, 2010
- Bolma crassigranosa Tenison Woods, 1877
- Bolma exotica (Okutani, 1969)
- Bolma flava Beu & Ponder, 1979
- Bolma flindersi Tenison Woods, 1877
- Bolma fuscolineata Alf & Kreipl, 2009
- Bolma girgyllus (Reeve, 1861)
- Bolma granosa Borson, 1821
- Bolma guttata (A. Adams, 1863)
- Bolma henica (Watson, 1885)
- Bolma jacquelineae (Marche-Marchad, 1957)
- Bolma johnstoni (Odhner, 1923)
- Bolma kermadecensis Beau & Ponder, 1979
- Bolma kiharai Kosuge, 1986
- Bolma kreipli Alf, Maestrati & Bouchet, 2010
- Bolma maestratii Alf & Kreipl, 2009
- Bolma mainbaza Alf, Maestrati & Bouchet, 2010
- Bolma marshalli Thomson, 1908
- Bolma martinae Kreipl & Alf, 2005
- Bolma massieri Bozzetti, 1992
- Bolma meynardi Michelotti, 1847
- Bolma microconcha Kosuge, 1985
- Bolma midwayensis (Habe & Kosuge, 1970)
- Bolma millegranosa Kuroda & Habe in Habe, 1958
- Bolma minuta Neubert, 1998
- Bolma minutiradiosa Kosuge, 1983
- Bolma modesta (Reeve, 1843)
- Bolma myrica Okutani, 2001
- Bolma opaoana Bouchet & Métivier, 1983
- Bolma persica (Dall, 1907)
- Bolma pseudobathyraphis Alf, Maestrati & Bouchet, 2010
- Bolma recens Dell, 1967 [3]
- Bolma rugosa (Linnaeus, 1767)
- Bolma sabinae Alf & Kreipl, 2004
- Bolma somaliensis Beu & Ponder, 1979
- Bolma tamikoana (Shikama, 1973)
- Bolma tantalea Alf, Maestrati & Bouchet, 2010
- Bolma tayloriana (E.A. Smith, 1880)
- Bolma venusta (Okutani, 1969)

Đồng nghĩa
- Bolma christianeae Nolf, 2005 : syn. Bolma jacquelineae (Marche-Marchad, 1957)
- Bolma clemenceae Bozzetti, 2010: syn. Bolma recens (Dell, 1967)
- Bolma erectospina Kosuge, 1983: syn. Bolma persica (Dall, 1907)
- Bolma formosana (Shikama, 1977): syn. Bolma millegranosa (Kuroda & Habe in Habe, 1958)
- Bolma macandrewii (Mørch, 1868): syn. Anadema macandrewii (Mörch, 1868)
- Bolma sunderlandi Petuch, 1987: syn. Cantrainea sunderlandi (Petuch, 1987)

The following species are also included in the Indo-Pacific Molluscan Database 
- 'Bolma (Galeoastraea) asteriola (DALL, 1925)

## Hình ảnh

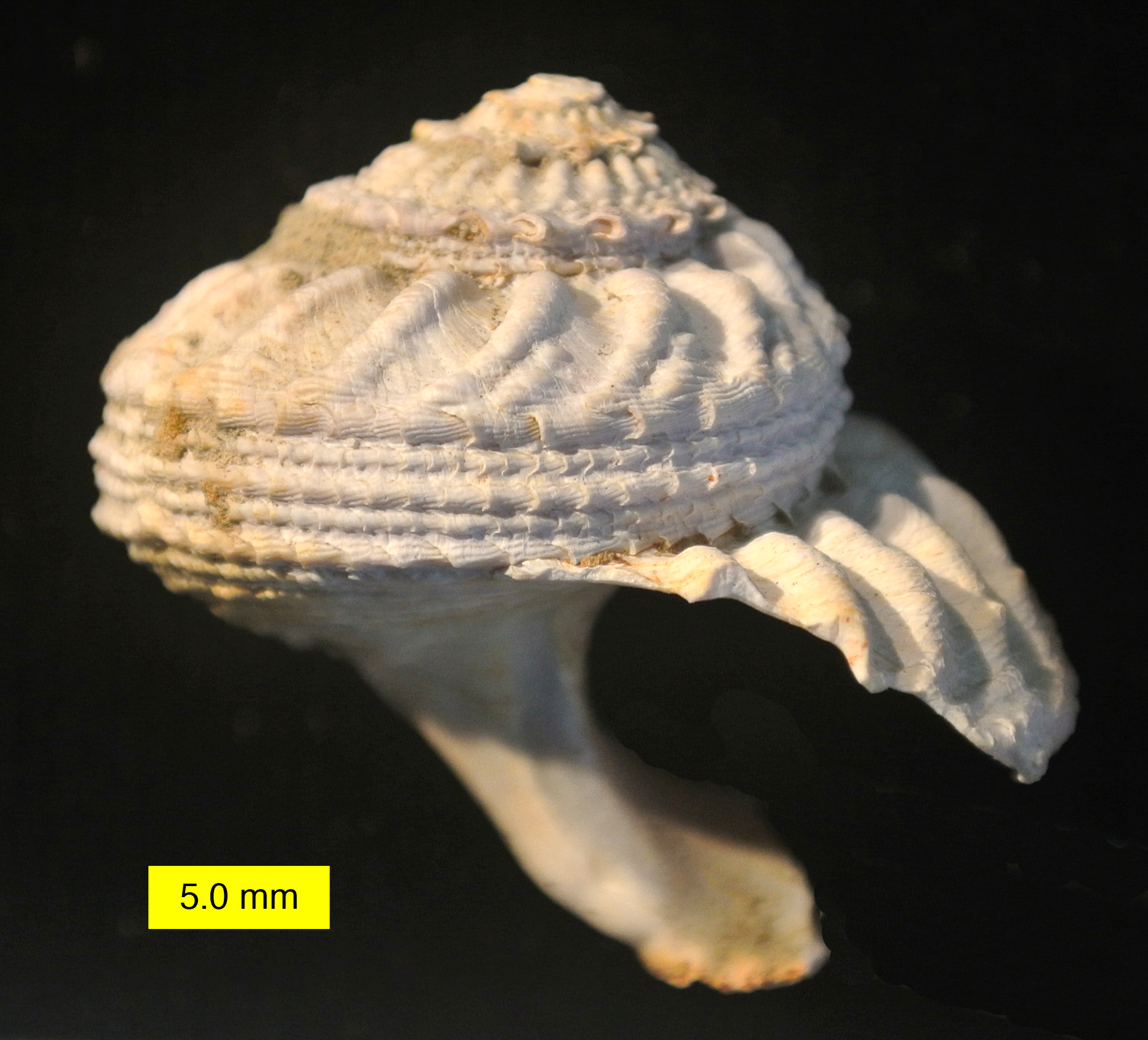
Bolma rugosa
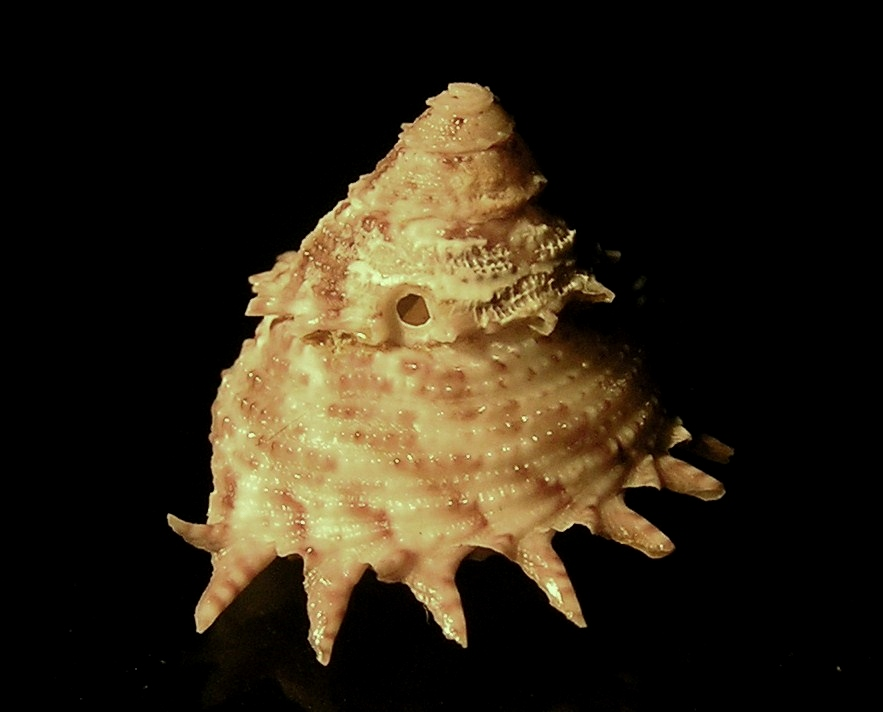
Bolma persica